# Asikni (diosa)

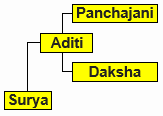
Árbol genealógico del dios Surya. Es hijo de Aditi en el hinduismo.

En la mitología hindú, Asikni (en sánscrito: असिक्नी, romanizado: Asiknī, lit. 'the dark one' or 'night'), también conocida como Panchajani y Virani, es una consorte de Daksha en el panteón puránico. La mayoría de las Escrituras la mencionan como madre de 6.000 hijos y 60 hijas.

## Etimología y epítetos
La palabra sánscrita "Asikni" significa "oscuro" o "noche"; también puede referirse a "una chica que asiste al apartamento de una mujer". La palabra se utiliza en el Rigveda (c. 1500 a. C.
) para describir el río Chenab.
También es conocida por el patronímico "Panchajani" y "Virani".

## Legenda

### Nacimiento
Los Puranas difieren sobre su ascendencia.
Devi-bhagavata purana, Kalika-purana, Garuda-purana y Brahma-purana señalan que Asikni nació del pulgar izquierdo de Brahma. Según el Bhagavata-purana y Shiva-purana, ella era hija de Prayápati Panchajana.
Brahma-purana, Brahmanda-purana, Vayu-purana, Kalika-purana, Kurmá-purana, Padma-purana, Garuda-purana y Shiva-purana señalan que ella es la hija de Prayápati Virana.

### Matrimonio
El tema amplio es común a Vayu-purana, Bhagavata-purana y Brahma-purana.
Daksa fue delegado por Brahma para crear seres para poblar el cosmos; Continuó creando dioses, sabios, asuras, yaskhas y rakhashas a partir de su mente, pero no logró tener más éxito. Tras una penitencia exitosa, Vishnu le concedió a Asikni su esposa y lo instó a tener una unión sexual.

### Hijos
De su unión nacieron numerosos hijos. Un tema común se extiende a lo largo de Brahmanda-purana, Bhagavata-purana, Linga-purana, Garuda-purana, Kurma-purana, Shiva-purana, Vishnu-purana, Vayu-purana, Padma-purana y Brahma-purana a este respecto.
Daksha y Asikni inicialmente tuvieron cinco mil hijos, conocidos como Haryashvas. Estaban interesados en poblar la Tierra, pero siguiendo el consejo de Narada, se dedicaron a descubrir asuntos mundanos y nunca regresaron. Daksha y Asikni nuevamente produjeron otros mil hijos (Shabalashvas), que tenían intenciones similares pero Narada los persuadió para que obtuvieran los mismos resultados. Un Daksha enojado maldijo a Narada por ser un perpetuo vagabundo. Esta vez, dio a luz a sesenta hijas de Asikni. Fueron casados con diferentes sabios y deidades, y dieron a luz a varias especies.
El Shiva-purana señala que a partir de entonces Shiva se reencarnó en el útero de Asikni; Asikni fue ampliamente respetado y elogiado por todas las deidades durante este lapso.